# Кременчугский колёсный завод
Кременчугский колёсный завод (укр. Кременчуцький колісний завод) — единственное на Украине специализированное промышленное предприятие по выпуску стальных холодноштампованных колёс для автомашин и сельскохозяйственной техники.

## История
Предприятие было создано в 1961 году на базе цеха Кременчугского автомобильного завода и специализировалось на выпуске колёс для автомобилей, тракторов, комбайнов и сельхозмашин советского производства.
В 1994 году завод был преобразован в открытое акционерное общество.
В июне 1996 года Кабинет министров Украины принял решение о приватизации завода в соответствии с индивидуальным планом приватизации предприятия.
В августе 1997 года завод был включён в перечень предприятий, имеющих стратегическое значение для экономики и безопасности Украины, но уже в июне 1998 года Кабинет министров Украины принял решение оставить в государственной собственности контрольный пакет (25% + 1 акция) предприятия и разрешить приватизацию завода.
В апреле 1999 года Кабинет министров Украины принял решение о продаже остававшегося в государственной собственности контрольного пакета в размере 25% акций предприятия.
В феврале 2002 года предприятие стало полноправным членом Европейской технической организации по шинам, дискам и ободьям (ETRTO) и вошло в состав Европейской ассоциации производителей колес (EUWA).
В 2003 году завод освоил выпуск 13-дюймовых штампованных дисков для легковых автомобилей модельного ряда ВАЗ-2110 и Daewoo Lanos.
В 2004 году завод произвел около 35 млн. штук колес, в 2005 году - увеличил производство на 5,6% и завершил 2005 год с чистой прибылью 285 млн. гривен. К началу 2006 года завод освоил выпуск 155 модификаций колес, ободьев и колёсных деталей.
В 2006 году завод изготовил 4 488,74 тыс. штук колесной продукции и закончил 2006 год с чистой прибылью 22,99 млн. гривен, 2007 год завод завершил с чистой прибылью 25 105,7 тыс. гривен.
В январе 2008 года в ходе модернизации производственных мощностей на заводе была установлена линия по окраске колёс методом катафореза производства датской компании "Ideal-engineering a/s" мощностью 300 тыс. колёс в год.
Начавшийся в 2008 году экономический кризис и вступление Украины в ВТО 16 мая 2008 года осложнили положение завода (в связи с сокращением объёмов производства, осенью 2008 года завод временно перешёл на неполную рабочую неделю).
В 2009 году завод выпустил 1528,67 тыс. штук колёсной продукции (на 41,4% меньше, чем в 2008 году), однако в 2010 году положение предприятия стабилизировалось, выпуск продукции увеличился и 2010 год завод закончил с чистой прибылью 29,944 млн. гривен. 2011 год КрКЗ закончил с чистой прибылью 17,893 млн. гривен.
В 2013 году завод произвел 2,404 млн. штук колёсной продукции, в 2014 году объёмы производства сократились на 26,7% - в 2014 году завод выпустил 1,761 млн штук колёсной продукции.
В 2015 году завод снизил объёмы производства на 24,6% по сравнению с 2014 годом — до 1,328 млн. единиц колёсной продукции.
В 2016 году завод снизил объемы производства на 30,8% по сравнению с 2015 годом - до 918,85 тыс. шт. колёсной продукции.

## Современное состояние
Кременчугский колесный завод выпускает более 500 видов колес, дисков и деталей, основной продукцией являются стальные колеса для легковых автомобилей, диски для прицепов и микроавтобусов, диски для грузовиков и сельхозтехники, а также широкий спектр деталей для стальных колес (кольца, заготовки дисков, фланцы и др.). Производственная мощность завода рассчитана на выпуск более 6 000 000 колес и дисков в год.